# ژنوتدل

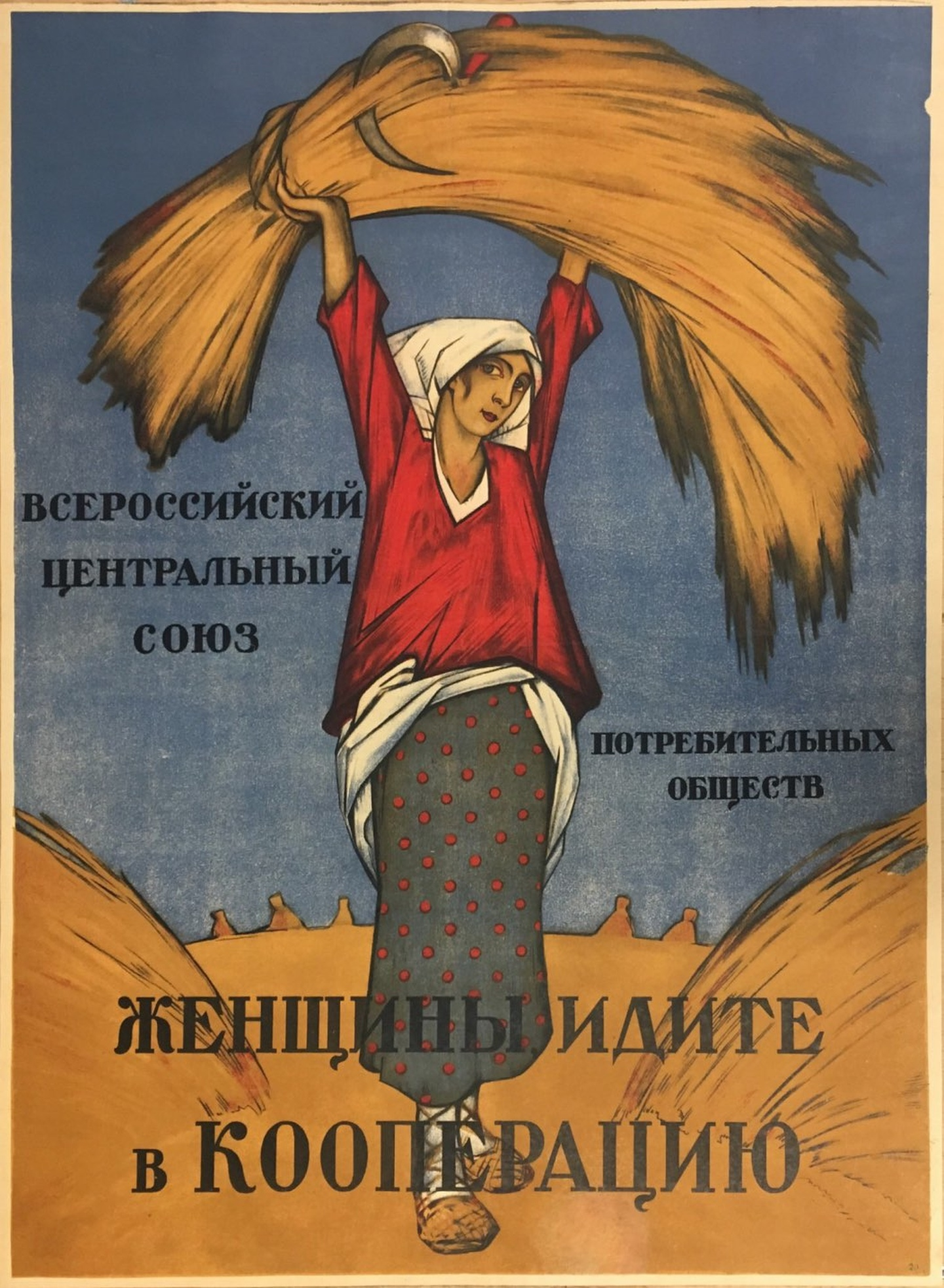
پوستری از ژنوتدل با عنوان «بانوان، به تعاونی‌ها بپیوندید»

ژنوتدِل (به روسی: Женотдел، انگلیسی: Zhenotdel) بخش زنانِ حزب کمونیست شوروی (بلشویک) که در سال ۱۹۱۸ توسط الکساندرا کولونتای و اینسا آرماند رهبری می‌شد.

## تاریخچه
تا پیش از انقلاب اکتبر، زنان طبقات فرودست در روسیه از حقوق اجتماعی و سیاسی چون حق رأی و تحصیلات و آموزش برخوردار نبودند اما پس از براندازی حکومت تزار نیکلای دوم و با غلبه بلشویک‌ها وضعیت اجتماعی زنان دچار تحول شد. درهمین راستا بخش زنان حزب کمونیست شوروی (ژنوتدل) بواسطهٔ دو زن انقلابی فمینیست (الکساندرا کولونتای و اینسا آرماند) به سال ۱۹۱۸ تأسیس شد. اهدف ژنوتدل عبارت بود از بهبود شرایط اجتماعی زنان در سراسر اتحاد جماهیر شوروی، مبارزه با بیسوادی، آموزش حقوق زنان و قوانین جدید ازدواج و آزاد کردن زنان مسلمان در آسیای میانه.

برای اولین بار و بواسطهٔ تلاش‌های ژنوتدل، سقط جنین برای اولین بار در جهان در شوروی سال ۱۹۲۰ قانونی اعلام شد و از آن پس زنان توانستند از خدمات رایگان سقط جنین در بیمارستان‌ها برخوردار شوند.

کمونیستکا (زن کمونیست) نیز مجله رسمی ژنوتدل بود.

سرانجام ژنوتدل در سال ۱۹۳۰ و به دستور دبیرکل حزب کمونیست شوروی و رهبر وقت این سرزمین ژوزف استالین، تعطیل شد.

## رهبران ژنوتدل
- الکساندرا کولونتای: انقلابی بلشویک و فعال حقوق زنان در شوروی.
- اینسا آرماند: بلشویک فمینیست فرانسوی‌تبار و از یاران نزدیک لنین.
- کلاودیا نیکولایوا: سیاست‌مدار بلشویک روس.